# Philadelphia Ukrainians
Ukrainian Sports Association Philadelphia Tridents, mais conhecido como Philadelphia Ukrainians, sendo também conhecida como Philadelphia Tridents ou ainda Philadelphia Ukrainian Nationals, foi uma agremiação esportiva da cidade da Filadélfia, Pensilvânia.   O clube disputou American Soccer League e a German-American Soccer League.

## História
Fundado em 1950 e de origem ucraniana, o clube disputou a American Soccer League de 1957 a 1970. Em 1970 se transfere para a German-American Soccer League, onde fica até 1976.
O clube foi um dos mais tradicionais times dos Estados Unidos na época em que jogava, conquistando a National Challenge Cup quatro vezes, sendo até hoje um dos maiores campeões da Lamar Hunt U.S. Open Cup. O clube enfrentou vários times europeus, como o Manchester United F.C., Austria Wien, VfB Stuttgart, Wolverhampton Wanderers F.C., Eintracht Frankfurt, Manchester City F.C., Dundee F.C. e o Nottingham Forest F.C..
Em 1964 a equipe chegou as semifinais da Liga dos Campeões da CONCACAF.

## Títulos
Campeão Invicto
| NACIONAIS      | NACIONAIS              | NACIONAIS | NACIONAIS                                          |
|                | Competição             | Títulos   | Temporadas                                         |
| -------------- | ---------------------- | --------- | -------------------------------------------------- |
| Estados Unidos | National Challenge Cup | 4         | 1960, 1961, 1963 e 1966                            |
| Estados Unidos | American Soccer League | 6         | 1960-61, 1961-62, 1962-63, 1963-64, 1967-68 e 1970 |